# فساد در شهرداری تهران
فساد در شهرداری تهران به فساد در دوره‌های گوناگون شهرداری تهران می‌پردازد. فساد در این سازمان به‌گونه‌ای بوده‌است که در سال ۱۳۹۹، معاون شهردار گفت که بودجه‌ای نیز برای رو کردن فساد در شهرداری تهران اختصاص یافته‌است. فساد در شهرداری تهران همچنین از چرایی‌های ایجاد کمیتهٔ شفافیت شورای شهر نیز بوده‌است. در سال ۱۳۹۹، یک عضو شورای شهر تهران اعلام کرد که: «فساد آزار دهنده‌ترین و مشمئز کننده‌ترین صفتی است که در مواجهه با شهرداری تهران، شهروندان را آزار می‌دهد».
رسانه‌ای شدن سندهای واگذاری آنچه «املاک نجومی» خوانده شد، در دوران ریاست محمدباقر قالیباف بر شهرداری تهران، بانی آن شد که فساد در این سازمان، بیشتر از پیش به افکار عمومی کشیده شود. افشاگری که در شهریور ۱۳۹۵ پخش گردید، به واگذاری چند هزار میلیاردی املاکی به گروهی از مدیران شهری و شماری از اعضای شورای شهر تهران در دوران قالیباف اشاره می‌کرد. وبگاه معماری‌نیوز که پیش از این افشاگری نیز از سوءاستفاده‌های دیگر در شهرداری تهران همانند بهره‌گیری از پارکی برای جشن عروسی دختر قالیباف گزارش داده بود، بسته (فیلتر) شد و مدیر مسئولش، یاشار سلطانی به زندان افتاد. نقدها به فساد فراگیر در شهرداری تهران در دوران شهرداری قالیباف، تنها شامل افشاگری‌های یاشار سلطانی نبوده‌است و بسیاری دیگر از مقام‌های این شهرداری و اعضای شورای شهر تهران نیز بارها از ناکارآمدی و تخلف‌ها در آن دوران، پرده‌برداری کرده‌اند.

## شهرداری محمد باقر قالیباف
در ۲۳ شهریور ۱۳۸۴، محمد باقر قالیباف توسط شورای شهر تهران به عنوان شهردار تهران انتخاب شد و برای ۱۲ سال تا ۱ شهریور ۱۳۹۶ این پست را داشت. پرونده‌های فساد مالی پرشماری در این ۱۲ سال به او نسبت داده شده‌است که مهم‌ترین این‌ها، ماجرای املاک نجومی است.
بر پایهٔ گزارش تحقیق و تفحص شورای شهر تهران دربارهٔ قراردادهای شرکت رسا تجارت وابسته به بنیاد تعاون سپاه، شهرداری تهران در سال ۹۳ در قالب یک توافقنامه ۱۲ هزار و ۹۰۰ میلیارد تومان به شرکت‌های وابسته به سپاه داده و «بعد از شش سال نتوانسته آن را پس بگیرد». طرح تحقیق و تفحص از عملکرد شرکت رسا تجارت و قراردادهای این شرکت با شهرداری تهران که در دوران شهرداری محمدباقر قالیباف بسته شده، ۱۱ آبان سال ۹۸ شروع شد و گزارش نهایی آن روز یک‌شنبه، ۱۹ اردیبهشت در جلسه شورای شهر تهران قرائت شد.
سازمان قضایی نیروهای مسلح ایران در اطلاعیه‌ای از تأیید حکم عیسی شریفی، معاون محمدباقر قالیباف در دوران شهرداری تهران، در دیوان عالی کشور خبر داد. عیسی شریفی در شهریور سال ۹۶ بازداشت شد و پرونده فساد او به‌طور عمده مربوط به هلدینگ مالی یاس، از زیرمجموعه‌های اقتصادی بنیاد تعاون سپاه بود. شرکت «رسا تجارت» نیز زیرمجموعه این هلدینگ بود. این هلدینگ پس از افشای فسادهای پرشمار، منحل گردید.

## شهرداری علیرضا زاکانی
در دوره وی قرارداد خرید ناوگان عمومی برقی از چین عقد شد. از نکات این قرارداد حضور یک شرکت ساختمان‌سازی چینی در طرف مقابل قرارداد بود.

## همکاری با سپاه پاسداران
در اردیبهشت ۱۴۰۰، بر پایهٔ گزارش تحقیقی شورای شهر تهران دربارهٔ قراردادهای رسا تجارت (وابسته به بنیاد تعاون سپاه)، شهرداری تهران در سال ۱۳۹۳ در توافقنامه‌ای، ۱۲ هزار و ۹۰۰ میلیارد تومان به شرکت‌های وابسته به سپاه پاسداران انقلاب اسلامی داده‌است و اعلام شد که «بعد از شش سال نتوانسته آن را پس بگیرد». پیشینهٔ این بخش از همکاری میان شهرداری تهران و شرکت رسا تجارت، به قراردادی در بهار سال ۱۳۹۳ می‌رسد و ارزش این واگذاری‌ها با توجه به میانگین قیمت دلار در آن سال، می‌شود بیش از ۴ میلیارد دلار. این دارایی‌های شهرداری تهران، به سپاه پاسداران واگذار شدند و این گزارش، می‌گفت که پس داده نشده‌اند. جایی دیگر نیز اعلام شد که ۱۷۰۰ میلیارد تومان از بدهی‌های سپاه پاسداران انقلاب اسلامی به شهرداری تهران که از سال ۱۳۹۴ بوده‌است، در صورتجلسه‌های مالی در سال ۱۳۹۵ ناپدید شده‌است.